# Antoine-Adrien Lamourette
Adrien Lamourette, né le 31 mai 1742 à Frévent, mort guillotiné le 11 janvier 1794 à Paris, est un prêtre lazariste. Rallié à l'Église constitutionnelle, il devient le premier évêque constitutionnel. Homme politique de la Révolution française, élu député, il est l'instigateur du fraternel « baiser Lamourette » réconciliant temporairement les partis.

## Biographie
Fils d'artisans modestes, il entre en 1759 dans la congrégation des lazaristes et est ordonné prêtre en 1769. D'abord premier vicaire à Arras, il est nommé professeur de philosophie au séminaire des lazaristes de Metz en 1772. Quatre ans plus tard, il est transféré au séminaire lazariste de Toul dont il est le supérieur dans les années 1776-1777. À la suite du conflit avec les professeurs du séminaire, il décide de quitter la Congrégation de la Mission et finit par entrer au diocèse de Toul en 1784. 
Adversaire de la théologie traditionnelle, il a pour ambition de concilier les « Lumières » et la religion. L'abbé Grégoire, son élève d'alors, saura retenir ses leçons. Transféré à Toul en 1774, ses idées avancées le mettent en conflit avec Champorcin. En 1778, il est chargé de la cure d'Outremécourt. À partir de 1783, il réside à Paris où il est chapelain de Chaillot : il publie alors ses premiers ouvrages.
Partisan du retour à une Église débarrassée du faste qui écrase les fidèles pauvres, il souhaite réduire les privilèges du haut clergé. Les vœux de religion ne devraient plus entraîner de « mort civile ». Surtout, il prône la tolérance religieuse et tout en combattant les philosophes athées, il met à part Jean-Jacques Rousseau qui aime la vertu et la religion. En 1787, il entre à l'académie d'Arras
En 1789, il fait l'apologie de la prise de la Bastille, demande l'égalité pour les Juifs et justifie la sécularisation des biens ecclésiastiques. En novembre 1790, il commence sa collaboration avec Mirabeau et construit l'argumentaire du discours du 26 novembre qui tend à montrer que la Constitution civile du clergé est compatible avec les principes de la religion chrétienne comme avec ceux de la Révolution.
En 1790, il prête serment à la Constitution civile du clergé. En janvier 1791, il collabore à nouveau avec Mirabeau à la rédaction du Projet d'adresse aux Français sur la Constitution civile du Clergé. Devenu familier de l'orateur, il croise chez lui Cabanis, Volney ou Garat.
Au début de 1791, Mirabeau écrit une lettre à la société des Amis de la Constitution de Lyon ce qui permet à Lamourette d'être élu évêque constitutionnel sur le siège de Lyon le 2 mars. Mais, il se heurte dans le diocèse à une vive opposition animée par Linsolas. De plus, à l'instar des autres évêques constitutionnels, il n'a jamais été reconnu tel par le pape Pie VI.
Il est élu député du Rhône-et-Loire à l'Assemblée législative. Le 21 novembre 1791, il emploie pour la première fois dans un discours l'expression de démocratie chrétienne dont il semble être le créateur. Il se rend célèbre par ce qu’on appela le « baiser Lamourette » — un baiser fraternel, par lequel il proposait qu’on en finisse avec tous les différends entre les partis. La proposition qu’il fit en ce sens avec une ardeur extraordinaire le 7 juillet 1792, fit une telle impression sur l’Assemblée que les députés des partis les plus hostiles se jetèrent dans les bras les uns des autres — cet acte généreux et spontané demeura néanmoins sans suite.
Lamourette proteste contre les massacres de septembre 1792, et lié aux Girondins, il soutient la révolte fédéraliste de Lyon (1793). Arrêté le 29 septembre 1793 près de Lyon, il est transféré à Paris, jugé par le tribunal révolutionnaire, condamné à mort et guillotiné le 11 janvier 1794.

## Œuvres
- Considérations sur l'esprit et les devoirs de la vie religieuse, (1785);
- Pensées sur la philosophie de l’incrédulité (1786);
- Délices de la religion; https://data.bnf.fr/fr/12528889/antoine-adrien_lamourette/
- Pensées sur la philosophie de la foi (1789);
- Décret de l’assemblée nationale sur les biens du clergé justifié par son rapport avec la nature et les lois de l’institution (1789);
- Désastre de la maison de Saint-Lazare, (1789);
- Observations sur l'État civil des Juifs, (1789);
- Pasteur patriote (1790) ;
- Hommage aux Lyonnois, par M. l'abbé Lamourette, sur son élévation à la dignité de l'épiscopat (1791)
- Discours prononcé par M. l'évêque, métropolitain du département de Rhône et Loire, avant le Te Deum, chanté le dimanche 25 septembre 1791, à l'occasion de la proclamation de la constitution de l'empire (1791)
- Le décret de l'Assemblée nationale, sur les biens du clergé, justifié par son rapport avec la nature et les lois de l'institution ecclésiastique (1791)
- Lettre pastorale de M. l'archevêque de Lyon, primat des Gaules, sur l'usurpation de son siège par le sieur Lamourette, soi-disant élû evêque du département de Rhône et Loire (1791)
- Instruction pastorale de M. l'évêque du département de Rhone et Loire, métropolitain du Sud-Est, a MM. les curés, vicaires et fonctionnaires ecclésiastiques de son diocese (1791)
- Mandement de M. l'évêque du départment de Rhône et Loire, métropolitain du Sud-Est, qui accorde provisoirement à MM. les curés des paroisses rurales, la permission de célébrer deux fois le saint sacrifice de la messe, les jours de dimanches et de fêtes seulement (1791)
- Avertissement pastoral de l'évêque du département de Rhône-et-Loire, métropolitain du Sud-Est, aux ecclésiastiques qui exercent dans son diocèse le ministère de la confession (1791)
- Lettre circulaire de M. l'évêque du département de Rhône et Loire, métropolitain du Sud-Est, aux municipalités, gardes nationales et habitans des paroisses rurales de son diocese (1791)
- Prones civiques; ou, Le pasteur patriote (1791)
- Discours pour la fête des canoniers-volontaires de l'armée parisienne, prononcé en l'église de Notre-Dame, le dimanche 4 décembre 1791 (1791)
- Observations contre l'article XV du projet de décret du Comité de législation, sur les troubles religieux : prononcées le 21 novembre 1791 (1791)
- Le décret de l'Assemblée nationale sur les biens du clergé, justifié par son rapport avec la nature et les lois de l'institution ecclésiastique (1791)
- Réponse de M. Lamourette, évêque de Lyon, a l'abbé Molin, son 2e. vicaire, au sujet des calomnieuses imputations qu'on a méchamment répandues dans cette ville contre cet évêque, vrai ami de la patrie, député à la 2e. législature (1792)
- Instruction pastorale de M. l'évêque du département de Rhône et Loire, métropolitain du Sud-Est, pour le carême de l'année 1792 (1792)
- Exhortation à l'occasion des troubles arrivés dans le département d'Eure et Loir (1792)
- Lettre pastorale. Pour le Carême de l'an 1793, second de la République francaise (1793)